# Viburnum mortonianum
Viburnum mortonianum là một loài của thực vật thuộc họ Caprifoliaceae (kim ngân). Loài này có ở El Salvador và Guatemala.